# Nedervetils kyrka
Nedervetil kyrka är en korskyrka i trä, som ligger i Nedervetil i Kronoby kommun i Österbotten. Den används av Nedervetil församling. 
Den första kyrkan byggdes 1751-54 av Matts Honga. År 1817 påbörjade Heikki Kuorikoski utbyggnaden av kyrkan och den fick då den utformning som den har idag. 
Orgelläktaren byggdes 1889 i västra korsarmen. Orgeln har 15 stämmor och byggdes 1975 av Kangasala orgelfabrik.